# Windmühle Sandhausen
Die Windmühle Sandhausen in der niedersächsischen Stadt Osterholz-Scharmbeck, Ortsteil Sandhausen, Myhler Straße 25, stammt aus dem letzten Drittel des 18. Jahrhunderts. Aktuell (2025) wird sie im Eigenbetrieb genutzt.
Das Gebäude steht unter Denkmalschutz (siehe auch Liste der Baudenkmale in Osterholz-Scharmbeck).

## Geschichte und Beschreibung
Im Jahr 1786 beantragte Johann Hinrich Kohlmann, Moor-Vogt zu Osterholz, den Bau einer Windmühle in Pennigbüttel. Er begründete den Bauantrag damit, dass seit etwa 50 Jahren 300 Feuerstellen hinzugekommen seien und nicht alle von den Mühlen im Amte Osterholtz ausreichend bedient würden. Nach langem Streit mit den Müllern der Umgebung erhielt er 1795 die Konzession und baute einen Galerieholländer. 1824 wurde ein zweiter Mahlgang genehmigt. Die Mühle hatte nun einen Roggen-, einen Weizen- und zwei Graupengänge. Sie arbeitete bis etwa 1920 und wurde dann von einer Motormühle in einem Anbau ersetzt. 1941 wurden die Segel abgenommen. Sie verfiel, bis der Landkreis sie 1976 instand setzte. Reetdeckung, Flügel und Galerie wurden erneuert. 
Der Galerieholländer steht auf einem verputzten massiven zweigeschossigen Sockelgeschoss. Der dreigeschossige Stumpf hat einen Reetbehang, die Kappe Reetdeckung.
Ab 2000 wurde die Mühle erneut durch die Bürger von Sandhausen saniert. Sie ist seit 2005 wieder funktionsfähig.
Die Mühle ist die Nr. 37 in der Niedersächsische Mühlenstraße, Region zwischen Nordsee, Elbe und Weser – Landkreis Osterholz.